# Behrang Safari
Behrang Safari (en persa بهرنگ صفری; Teherán, Irán, 9 de febrero de 1985) es un exfutbolista sueco que jugaba como defensa.

## Trayectoria
Nació en Teherán, Irán, pero su familia se trasladó a una pequeña localidad de Suecia, Höganäs, cuando él tenía dos años. Es por esto que tiene doble nacionalidad.
Empezó en las categorías inferiores del Malmö FF hasta que, en julio de 2004, debutó en la Allsvenskan con el primer equipo, donde poco a poco se convirtió en indiscutible en la banda izquierda. El 15 de junio de 2008 firmó un contrato con el F. C. Basilea suizo, equipo que tuvo que realizar un desembolso económico de 400 000 euros para poder hacerse con sus servicios. Su debut en la Superliga de Suiza se produjo el 23 de julio en un partido ante el Grasshopper-Club Zürich que finalizó con victoria del Basilea por 1-0. El 30 de julio debutó en la Liga de Campeones en un encuentro contra el IFK Göteborg. Con el conjunto suizo consiguió un título: la Uhrencup.
En los años posteriores pasó por el Royal Sporting Club Anderlecht para retornar más tarde al FC Basel y al Malmö FF, este último a principios de 2016.

## Selección nacional
Fue internacional con la selección de Suecia en 31 ocasiones. Su debut con la camiseta nacional se produjo el 13 de enero de 2008.

## Clubes
| Club                | País    | Año       |
| ------------------- | ------- | --------- |
| Malmö FF            | Suecia  | 2004-2008 |
| F. C. Basilea       | Suiza   | 2008-2011 |
| R. S. C. Anderlecht | Bélgica | 2011-2013 |
| F. C. Basilea       | Suiza   | 2013-2016 |
| Malmö FF            | Suecia  | 2016-2020 |
| Lunds SK            | Suecia  | 2021      |

## Palmarés

### Títulos nacionales
| Título               | Club                | País    | Año  |
| -------------------- | ------------------- | ------- | ---- |
| Allsvenskan          | Malmö FF            | Suecia  | 2004 |
| Copa de Suiza        | F. C. Basilea       | Suiza   | 2010 |
| Superliga de Suiza   | F. C. Basilea       | Suiza   | 2010 |
| Superliga de Suiza   | F. C. Basilea       | Suiza   | 2011 |
| Pro League           | R. S. C. Anderlecht | Bélgica | 2012 |
| Supercopa de Bélgica | R. S. C. Anderlecht | Bélgica | 2012 |
| Pro League           | R. S. C. Anderlecht | Bélgica | 2013 |
| Superliga de Suiza   | F. C. Basilea       | Suiza   | 2014 |
| Superliga de Suiza   | F. C. Basilea       | Suiza   | 2015 |
| Superliga de Suiza   | F. C. Basilea       | Suiza   | 2016 |
| Allsvenskan          | Malmö FF            | Suecia  | 2016 |
| Allsvenskan          | Malmö FF            | Suecia  | 2017 |
| Allsvenskan          | Malmö FF            | Suecia  | 2020 |